# Varanus doreanus
Varanus doreanus este o specie de reptile din genul Varanus, familia Varanidae, descrisă de Meyer 1874. Conform Catalogue of Life specia Varanus doreanus nu are subspecii cunoscute.